# Moussa Baghayoko
Moussa Sidy Baghayoko (* 31. Dezember 1983) ist ein mauretanischer Fußballspieler.

## Karriere

### Verein
Baghayoko begann seine Karriere 2011 bei ASAC Concorde, wo er seitdem spielt.

### Nationalmannschaft
Seit 2012 kommt Baghayoko regelmäßig für die mauretanische Nationalmannschaft zum Einsatz.